# American Music Awards de 2004
O 32º American Music Awards foi realizado em 14 de novembro de 2004, no Shrine Auditorium, em Los Angeles, nos Estados Unidos. A cerimônia foi apresentada pelo comediante e apresentador estadunidense Jimmy Kimmel. A premiação reconheceu os álbuns e artistas mais populares do ano de 2004.

## Performances
| Artista                      | Canção                          | Apresentado por                 |
| ---------------------------- | ------------------------------- | ------------------------------- |
| Gwen Stefani                 | "What You Waiting For?"         | —                               |
| Lenny Kravitz                | "Lady"                          | —                               |
| Jessica Simpson              | "With You"                      | William Shatner                 |
| Kenny Chesney Uncle Kracker  | "When the Sun Goes Down"        | —                               |
| Kanye West                   | "The New Workout Plan"          | Anna Nicole Smith               |
| John Mayer                   | "Daughters"                     | —                               |
| Rod Stewart                  | "What a Wonderful World"        | Kelly Clarkson Kenny G          |
| Alicia Keys                  | "Karma"                         | —                               |
| Gretchen Wilson              | "Redneck Woman"                 | Matthew Fox                     |
| Snoop Dogg Pharrell          | "Drop It Like It's Hot"         | Billy Idol]                     |
| Bon Jovi                     | "It's My Life" Have a Nice Day" | Eva Longoria Nicolette Sheridan |
| Fantasia                     | "Free Yourself"                 | Brian McKnight                  |
| Maroon 5                     | "Sunday Morning"                | —                               |
| Usher Alicia Keys            | "My Boo"                        | Janet Jackson                   |
| Josh Groban                  | "Remember When It Rained"       | Mandy Moore                     |
| Toby Keith                   | "Stays in Mexico"               | Michael McDonald                |
| Jamie Foxx Kanye West Twista | "Slow Jams"                     | Ying Yang Twins                 |

## Vencedores e indicados
| Artista do Ano (Prêmio T-Mobile Text-In) (apresentado por Chingy)                    | Artista Revelação (apresentado por John Stamos e Carmen Electra)                                     |
| ------------------------------------------------------------------------------------ | --- |
| - Kenny Chesney - Evanescence - Norah Jones - Outkast - Usher                        | - Gretchen Wilson - Kanye West - Maroon 5                                                            |
| Cantor de Pop/Rock (apresentado por Jimmy Kimmel)                                    | Cantora de Pop/Rock (apresentado por Velvet Revolver)                                                |
| - Will Smith - 50 Cent - Rob Thomas                                                  | - Usher - Josh Groban - Lenny Kravitz - Michael McDonald                                             |
| Banda/Dupla/Grupo Pop/Rock (apresentado por Nick Lachey e Kelly Osbourne)            | Álbum de Pop/Rock (apresentado por Pamela Anderson e Big Boi)                                        |
| - Outkast - Evanescence - Nickelback                                                 | - Confessions - Usher - In This Skin - Jessica Simpson - Feels Like Home - Norah Jones               |
| Cantor de Country (apresentado por Kathy Griffin e Clay Aiken)                       | Cantora de Country (apresentado por Jimmy Kimmel)                                                    |
| - Toby Keith - Alan Jackson - Kenny Chesney - Tim McGraw                             | - Reba McEntire - Gretchen Wilson - Martina McBride                                                  |
| Banda/Dupla/Grupo de Country (apresentado por Ciara e James Denton)                  | Álbum de Country (apresentado por Teena Marie e Switchfoot)                                          |
| - Brooks & Dunn - Lonestar - Rascal Flatts                                           | - Shock'n Y'all - Toby Keith - When the Sun Goes Down - Kenny Chesney - Martina - Martina McBride    |
| Cantor de de Soul/R&B (apresentado por Diana Ross)                                   | Cantora de de Soul/R&B (apresentado por Jojo e Lil' Flip)                                            |
| - Usher - Prince - R. Kelly - Ruben Studdard                                         | - Alicia Keys - Beyonce - Janet Jackson                                                              |
| Álbum de Soul/R&B (apresentado por Kobe Bryant)                                      | Artista de Rap/Hip Hop                                                                               |
| - Confessions - Usher - The Diary of Alicia Keys - Alicia Keys - Musicology - Prince | - Jay-Z - Juvenile - Kanye West - Lil' Flip                                                          |
| Banda/Dupla/Grupo de Rap/Hip Hop (apresentado por Macy Gray e Brooks & Dunn)         | Álbum de Rap/Hip Hop (apresentado por Ashanti e Linkin Park)                                         |
| - Outkast - G-Unit - Ying Yang Twins                                                 | - Speakerboxxx/The Love Below - Outkast - The Black Album - Jay-Z - The College Dropout - Kanye West |
| Artista Adulto Contemporâneo (apresentado por MercyMe)                               | Artista de Musica Alternativa (apresentado por Jenny McCarthy e Gene Simmons)                        |
| - Sheryl Crow - Harry Connick Jr. - Norah Jones                                      | - Linkin Park - Incubus - Jet                                                                        |
| Artista de Musica Latina                                                             | Artista Inspirador Contemporâneo                                                                     |
| - Marc Anthony - Intocable - Paulina Rubio                                           | - MercyMe - Steven Curtis Chapman - Third Day                                                        |
| Prêmio de Mérito (apresentado por Eva Longoria e Nicolette Sheridan)                 | |
| Bon Jovi                                                                             | |